# 金沢文庫
金沢文庫（かねさわぶんこ）は、鎌倉時代中期（13世紀後半）において、金沢流北条氏の北条実時が金沢郷（現在の横浜市金沢区）に設けた文庫である。武家の文庫としては日本最古と紹介されることもある。
近代になって復興され、現在は「神奈川県立金沢文庫」（かなざわぶんこ）の名称で県立歴史博物館となっており、様々な所蔵品を保管・展示している。所在地は神奈川県横浜市金沢区金沢町142番地。

## 歴史

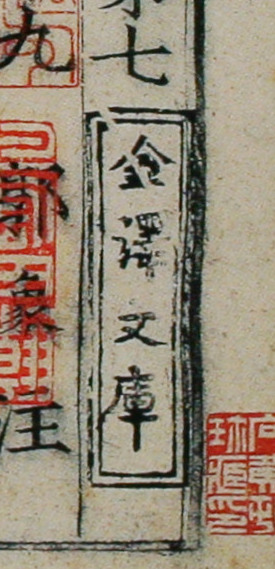
金澤文庫蔵書印

### 概要
金沢（武蔵国久良岐郡六浦荘金沢郷）は金沢流北条氏が領し、のちに館や菩提寺である称名寺を建立して本拠地として開発し、家名の由来となった地である。
鎌倉時代中期に幕府の要職を務めた北条実時は、鎌倉に下った明経道の清原教隆に漢籍訓読を学ぶ一方、嫡系の北条政村の影響で王朝文化にも親しむ文化人であった。実時は金沢家に必要な典籍や記録文書を集め、和漢の書を収集した。実時は晩年を金沢館で過ごしており、蔵書も金沢に移されたと考えられている。
文庫は実時の蔵書を母体に、顕時、貞顕、貞将の代に拡充された。特に実時の孫にあたる金沢貞顕が六波羅探題に任じられ京都へ赴任すると、公家社会と接する必要もあり収集する文献の分野も広がり、貞顕は自らも写本を作成し「善本」の収集に努めた。また、貞顕は菩提寺の称名寺を修造している。

### 散佚
鎌倉幕府の滅亡に際して貞顕は自刃、貞将も戦死し、金沢氏は滅亡する。以後は称名寺が典籍類の管理を引き継いだが、次第に衰退していった。室町時代に関東管領の上杉憲実が再興したとも言われるが定かではない。上杉憲実、後北条氏、徳川家康、前田綱紀らによっても多くの蔵書が持ち出され、「金沢文庫本」と呼ばれる典籍の多くは散逸した。川瀬一馬は、「最も多く摂収したのは、上杉憲実、徳川家康・前田綱紀等である」としている。また、関靖（県立金沢文庫初代館長）は、「外部の力によって持ち出されているばかりでなく、内部からも持ち出されていたことが判る」としている。

### 創建に関する説
文庫の創建に関する一次史料は残されていない。金沢貞顕書状（1304年か）に「文庫書籍、此人（欠字）貸し候事、有るまじく候」とあり、文庫の管理を気にかけていたことが窺える。「金沢文庫」という呼称の初出は鎌倉幕府滅亡後である。南北朝期に称名寺3代長老を務めた湛睿の書状（年代不明）に「金沢文庫随年朽損」とあり、湛睿の代には既に文庫が老朽化していたことになる。
江戸時代の地誌類の多くは貞顕が金沢文庫を創建したとしている。関靖（県立金沢文庫初代館長）は、前記の湛睿書状などをふまえて鎌倉時代中期（おそらく実時の在世中）の創建とした。関説がおおむね定説化しており、実時が金沢に隠退した建治元年（1275年）頃の創建と言われているが、1302年前後（貞顕の代）とする異論もある。貞顕が文庫の荒廃を嘆いていたとされる文書が残り、また貞時？を金沢文庫創建者とする文書も見られることから、貞顕が文庫の再建を行っている可能性も指摘される。

### 書庫の遺構
金沢氏当時の文庫の建物（書庫）は、金沢氏滅亡後ほどなくして失われたと考えられる。『江戸名所図会』には「金沢文庫の旧址　阿弥陀院の後の畠」と記されており、古図には阿弥陀院（寝殿造風の建物）の裏に扉のようなものが描かれており、隧道（トンネル）の入口扉と見られる。
現存する隧道の先は現在の県立金沢文庫の地である。この付近には「文庫ヶ谷」（ぶんこがやつ）という地名の伝承があり、戦前に鎌倉時代の屋根瓦が見つかっていることから、中世に文庫があった候補地とされてきた。ここに県立金沢文庫を移転することになり、建設前に発掘調査が行われた。中世の文庫跡との確証は得られなかったものの、隧道から続く通路跡とその北側の建物跡が確認されている（金沢文庫遺跡）。

### 読み方
「金沢」は歴史的・慣例的には「かねさわ」と読まれており、古くは「かねさわぶんこ」或いは「かねさわのふみくら」と呼称されていたという。『国史大辞典』（金沢文庫、金沢氏等）では「かねざわ」となっている。
江戸時代に加賀藩の金沢が著名になって「かなざわ」という読みが広まったと考えられ、現在では金沢区、金沢文庫駅（京急電鉄）、神奈川県立金沢文庫などはいずれも「かなざわ」と読まれている。

### 歴代文庫長
- 関靖（初代）
- 熊原政男（2代）
- 納冨常天
- 高橋秀栄
- 湯山賢一

## 金沢文庫本
「金沢文庫本」は金沢実時、貞顕らが収集した典籍で、「金沢文庫」という蔵書印のある書物は古くから有名であった。かつての蔵書はほとんどが散佚しており、一部が各所に所蔵されている。文化財指定されているものも多い。
文庫印が金沢氏の代に押された確証はなく、いつ、何の目的で押されたかも不明であるが、室町時代に文庫の流出を危惧した称名寺の僧らが押したのではないかとも言われている。室町時代にも金沢氏の旧蔵書は称名寺の蔵書と一応区別して保管されていたと見られる。
徳川家康が持ち出した蔵書も多く、現在、国立公文書館内閣文庫、宮内庁書陵部、蓬左文庫などに所蔵されている。
以下、各所に残る「金沢文庫本」を概観する。文庫印のあるもの、及び（文庫印がなくても）実時、貞顕らの奥書がある写本も含む。

### 漢籍
経書
儒教の経典…『尚書正義』『春秋経伝集解』（宮内庁書陵部）、『周易正義』（徳川ミュージアム彰考館文庫）、『礼記正義』（久遠寺）など。
上杉憲実寄進と奥書のある宋版本『周易注疏』『尚書正義』『礼記正義』などが足利学校に所蔵されており、文庫印などはないが、金沢文庫本の可能性がある。
史書
歴史書…『唐書』（東京国立博物館）、『南史』（金沢文庫）、『貞観政要』（宮内庁書陵部、五島美術館）など。
子部
兵学書…『施氏七書講義』（彰考館文庫ほか）、農業書…『斉民要術』（蓬左文庫）、医学書…『諸病源候論』『外台秘要方』（宮内庁書陵部）、『太平聖恵方』（蓬左文庫）など。
集部
詩文集…『文選集註』（金沢文庫）、『文選』（足利学校）、『白氏文集』（三井文庫、国立歴史民俗博物館、天理図書館）、類書…『太平御覧』（宮内庁書陵部）など。

### 国書
歴史
『続日本紀』（蓬左文庫）、『栄花物語目録』（尊経閣文庫）など。なお、紅葉山文庫旧蔵の『吾妻鏡』北条本（国立公文書館）は金沢文庫本系の古写本とされ、後北条氏から黒田氏を経て、徳川家に伝えられたもの。
法制
法令…『律（養老律）』『令義解』『令集解』（国立公文書館）、『類聚三代格』（東山御文庫）、『政事要略』（尊経閣文庫）、朝廷関係…『西宮記』（尊経閣文庫）、『侍中群要』（蓬左文庫）など。
文学
漢詩…『本朝続文粋』（国立公文書館）、物語…『源氏物語』（蓬左文庫）など。
その他
『古語拾遺』『音律通致章』（尊経閣文庫）、『日本書紀』神代巻（徳川ミュージアム）など、奥書から称名寺の僧が筆記したことが明らかであるが、一般に金沢文庫本に分類されているものもある。

## 近代以降の金沢文庫
明治30年（1897年）に伊藤博文らの尽力によって、塔頭大宝院の境内（仁王門の東南方向）に金沢文庫書見所と石蔵が建てられた。しかし伊藤が暗殺されたこともあって十分な運営はできず、1923年（大正12年）に発生した関東大震災によって損壊した。
御大典記念事業の一環で鉄筋コンクリート造2階、和風デザインの施設が称名寺阿字池の西側に建てられることになり、昭和4年（1929年）12月に竣工（設計：神奈川県営繕課）。昭和5年（1930年）8月9日に図書館令に基づき、神奈川県の運営する最初の県立図書館である「神奈川県立金沢文庫」として復興した。昭和8年（1933年）に図書館令が改正され、公立図書館のうち1館を中央図書館に指定することになると、唯一の神奈川県立の図書館であった金沢文庫が中央図書館の役割を果たすことになった。昭和29年（1954年）に神奈川県立図書館が設けられると、金沢文庫は図書館から博物館に変わることになり、昭和30年（1955年）に登録博物館となった。
昭和の金沢文庫が老朽化し、史跡である境内整備のため社会教育会館（旧昭和塾）跡地に移転することになり、平成2年（1990年）現在の施設が竣工した。
現在の県立金沢文庫は、称名寺が所有する国宝や重要文化財を含む鎌倉時代のものを中心とした所蔵品を保管し、展示公開する歴史博物館である。

## 県立金沢文庫の主な収蔵資料
県立金沢文庫は称名寺からの寄託品（美術品、古書、古文書）を中心に郷土資料などを収蔵している。

### 美術品
称名寺に伝来した美術品（絵画、彫刻、工芸）。金沢北条氏歴代の肖像画（実時・顕時・貞顕・貞将像、国宝）、忍性や審海の肖像画、木造釈迦如来立像、木造十大弟子立像、金銅製愛染明王坐像などの仏像、青磁壺、審海所用の密教法具などがある。

#### 木造十二神将立像
運慶周辺の仏師の手になるかと思われる一具で、図像的に東国の十二神将像の起点となる特徴を見ることができる。
相模有数の古寺である曹源寺 (横須賀市)が所有し、金沢文庫が保管する。本尊、薬師如来像に随時する十二神将像は各像とも檜材を用い、構造は頭躰を通して左右二材矧、前後左右四材矧、前後割矧などがある。いずれも玉眼を嵌入している。

　十二神将立像・曹源寺 (横須賀市)所有/金沢文庫保管

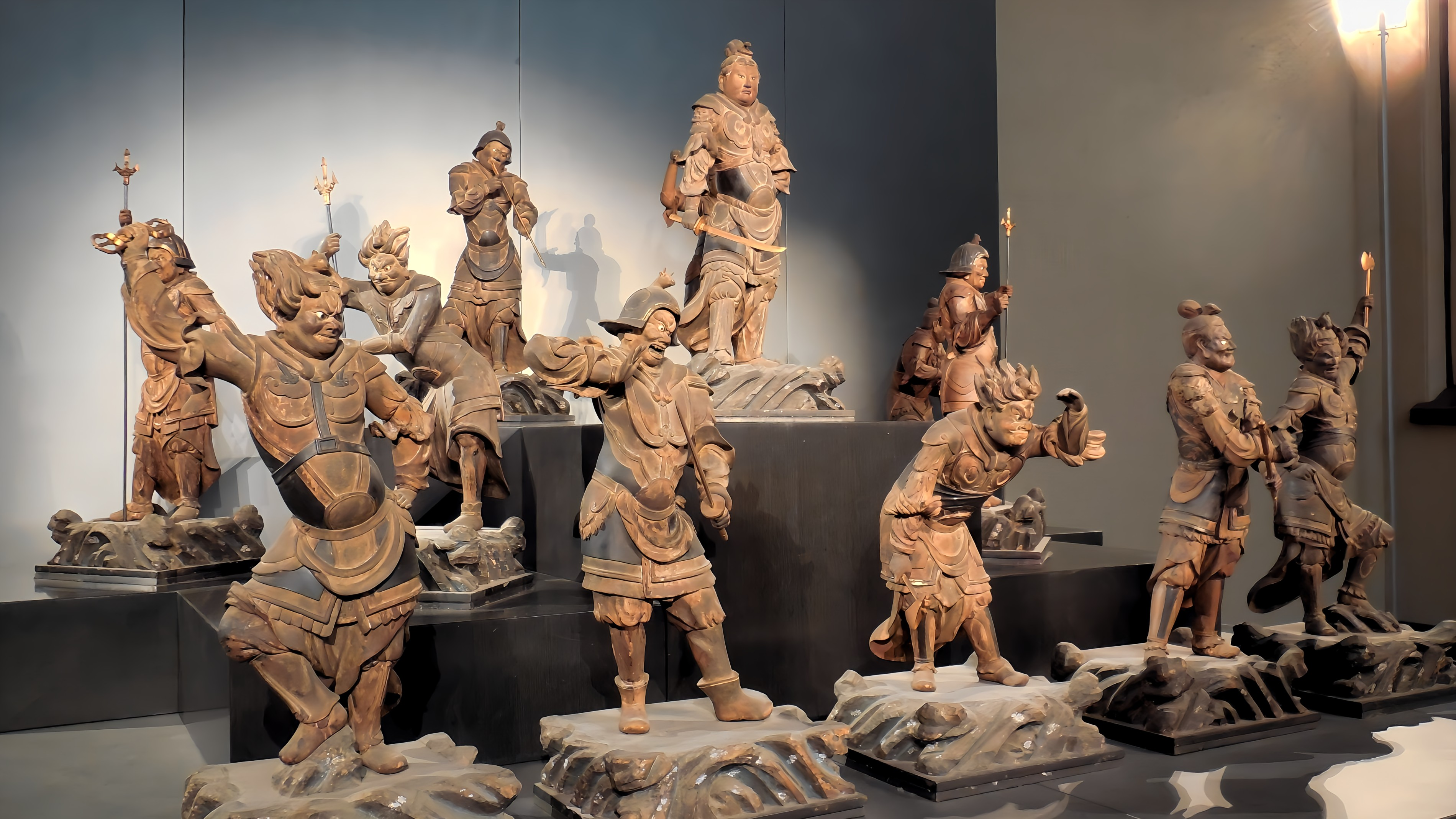
下段左から寅・丑・子・亥・午
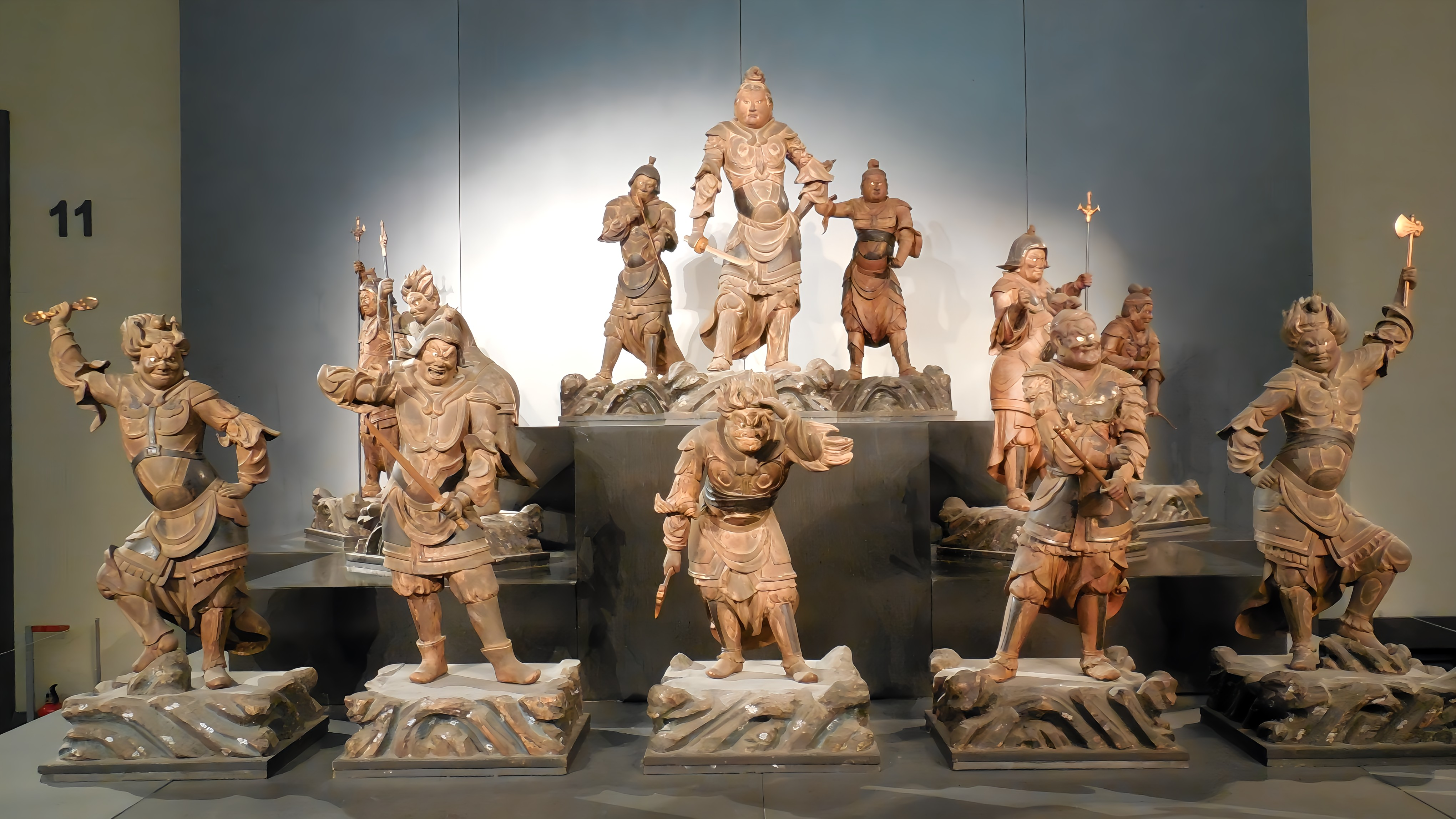
中断左から辰・卯・酉・申　上段左から未・巳・戌

### 古書
称名寺に伝来した古書として、『文選集注』（金沢文庫本）、『宋版一切経』、塔頭光明院にあった「称名寺聖教」（和漢の仏教書類で湛睿の稿本を含む）など。

### 古文書
1930年以降、聖教（称名寺聖教）が光明院から県立金沢文庫に移されて、調査・研究が行われた。古書の紙背から金沢貞顕書状などの貴重な史料が見つかり、重要なものは抜き出され、古文書の形に整理された。他に称名寺の荘園関係文書などもあり、約4000点の古文書（金沢文庫文書）が1990年に重要文化財に指定された。その後、聖教と合わせて「称名寺聖教・金沢文庫文書」として国宝に指定されている。
なお、県立金沢文庫が刊行した『金沢文庫古文書』には、文化財指定された古文書約4000点以外に、寺外に流出した文書、寄贈された近世文書なども収録している。

### 郷土資料
県立金沢文庫が収集した郷土資料として、金沢八景や神奈川県下の名所絵、県下でおこった出来事を描いた歴史絵、横浜絵などの浮世絵がある。金沢北条氏とゆかりのある吉田兼好、『徒然草』関係のコレクションなどもある。

### 考古資料
近隣に所在する称名寺貝塚、野島貝塚などの遺跡から採集された考古資料が保管されている。そのうち、称名寺貝塚資料をはじめとする一部の資料は、大正〜昭和期に神奈川県域で活躍した考古学者である赤星直忠が採集した資料の可能性が指摘されている。

## 神奈川県立金沢文庫所蔵文化財

### 重要文化財（国指定）
（神奈川県所有分）
- 建春門院中納言記 - 金沢貞顕の奥書と文庫印がある金沢文庫本。称名寺から流出し個人蔵になっていた。
- 武蔵国鶴見寺尾郷絵図

※称名寺の所有で、同寺から神奈川県立金沢文庫に寄託されている文化財の明細は称名寺の項を参照。

## 交通
- 京浜急行電鉄本線「金沢文庫駅」東口から徒歩20分。または、京浜急行バス文13系統「称名寺バス停」で下車、徒歩5分。
- 金沢シーサイドライン「海の公園柴口駅」から徒歩10分。